# Yamamoto Gonnohyōe
Det här är en artikel om en person med japanskt personnamn; Yamamoto är familjenamnet.
Yamamoto Gonnohyōe (山本 権兵衛), även känd som Yamamoto Gonbee, född 26 november 1852 i Kagoshima, död 8 december 1933, var en japansk baron, sjömilitär och politiker.
Yamamoto Gonnohyōe föddes i Kagoshima under Edoperioden och var son till en samuraj av Kagoshima-klanen. Han inledde sin militära karriär 1868 och deltog i boshinkriget. Efter att ha utexaminerats från marinakademin 1874 avancerade han snabbt inom flottan, och var kapten på fartygen Amagi, Takao och Takachiho.  Yamamoto deltog i kriget mot Kina 1894-95, och blev 1898 marinminister med viceamirals grad. Som marinminister var han del av regeringarna Yamagata II, Ito IV och Katsura I, och blev 1904 full amiral. Han blev premiärminister 1913, men tvingades avgå på grund av en mutskandal inom japanska flottan. År 1923 återkom han som premiärminister men avgick igen 1924 efter att ha tagit på sig ansvaret för Toranomonincidenten, då kronprinsen (den blivande Showa-kejsaren) utsattes för ett mordförsök, och efter detta drog sig Yamamoto tillbaka från politiken.